# Grzegorz Buczkowski
Grzegorz Buczkowski (zm. ok. 1425) – duchowny rzymskokatolicki, dominikanin. Od 1400 roku biskup włodzimierski. Wykonawca polityki wielkiego księcia Witolda. Uczestnik soboru w Pizie, przeciwnik utworzenia diecezji łuckiej
Był sygnatariuszem aktu unii horodelskiej 1413 roku.